# Ліньсі (повіт, Внутрішня Монголія)
43°36′04″ пн. ш. 118°03′11″ сх. д. / 43.60123° пн. ш. 118.05313° сх. д.
Ліньсі (кит. 林西县, пін. Línxī Xiàn) — один із повітів КНР у складі префектури Чифен, Внутрішня Монголія. Адміністративний центр — містечко Ліньсі.

## Географія
Ліньсі лежить у північній частині префектури, на півдні виходить до річки Шар-Морон (басейн Ляохе).

### Клімат
Повіт знаходиться у зоні, котра характеризується вологим континентальним кліматом з теплим літом. Найтепліший місяць — липень із середньою температурою 21,6 °C. Найхолодніший місяць — січень, із середньою температурою -13,5 °С.
| Клімат повіту Ліньсі    | Клімат повіту Ліньсі | Клімат повіту Ліньсі | Клімат повіту Ліньсі | Клімат повіту Ліньсі | Клімат повіту Ліньсі | Клімат повіту Ліньсі | Клімат повіту Ліньсі | Клімат повіту Ліньсі | Клімат повіту Ліньсі | Клімат повіту Ліньсі | Клімат повіту Ліньсі | Клімат повіту Ліньсі | Клімат повіту Ліньсі |
| Показник                | Січ.                 | Лют.                 | Бер.                 | Квіт.                | Трав.                | Черв.                | Лип.                 | Серп.                | Вер.                 | Жовт.                | Лист.                | Груд.                | Рік                  |
| Середній максимум, °C   | −7,2                 | −2,9                 | 3,8                  | 14,2                 | 21,5                 | 25,7                 | 27,5                 | 26,4                 | 21,4                 | 13,2                 | 2,2                  | −5,2                 | 11,7                 |
| Середня температура, °C | −13,5                | −9,8                 | −2,8                 | 7,2                  | 14,7                 | 19,4                 | 21,6                 | 20                   | 14                   | 6,1                  | −4                   | −10,9                | 5,2                  |
| Середній мінімум, °C    | −18,8                | −15,8                | −8,9                 | 0,4                  | 7,4                  | 12,8                 | 16                   | 13,9                 | 7,2                  | 0                    | −9,1                 | −15,8                | −0,9                 |
| Норма опадів, мм        | 1                    | 1.6                  | 6.7                  | 10                   | 26.8                 | 74.4                 | 108.1                | 84                   | 37.1                 | 14.5                 | 4                    | 1.3                  | 369.5                |
| Вологість повітря, %    | 48                   | 43                   | 41                   | 36                   | 39                   | 54                   | 67                   | 66                   | 56                   | 47                   | 48                   | 49                   | 49.5                 |
| ----------------------- | -------------------- | -------------------- | -------------------- | -------------------- | -------------------- | -------------------- | -------------------- | -------------------- | -------------------- | -------------------- | -------------------- | -------------------- | -------------------- |
| Джерело: data.cma.cn    |                      |                      |                      |                      |                      |                      |                      |                      |                      |                      |                      |                      |                      |